# Joachim Rønneberg

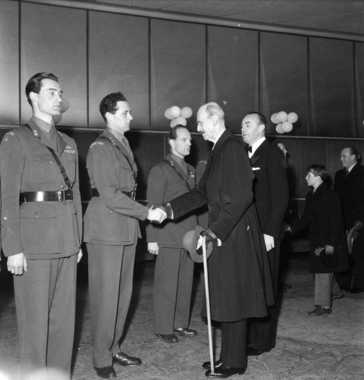
Joachim Rønneberg (links), 1948

Das 2014 eingeweihte Joachim-Rønneberg-Denkmal in Ålesund

Joachim Holmboe Rønneberg (* 30. August 1919 in Ålesund; † 21. Oktober 2018 ebendort) war ein norwegischer Widerstandskämpfer im Zweiten Weltkrieg und späterer Journalist. Mit der Operation Gunnerside verzögerte er den Bau einer deutschen Atombombe, welche die Alliierten zu diesem Zeitpunkt für weit fortgeschritten hielten.

## Leben
Joachim Rønneberg war ein Sohn von Alf Rønneberg und Anna Sandberg Krag. Er stammte aus einer wohlhabenden Familie und war der älteste von drei Brüdern. In seiner Jugend begeisterte er sich für sportliche Erkundungen der norwegischen Landschaft, die er dadurch gut kannte. Im Sommer unternahm er Bergbesteigungen, im Winter lief er Ski. Sein Biograf Gunnar Myklebust schreibt, dass sein Entschluss ins Ausland zu gehen ab dem Herbst 1940, nach der deutschen Besetzung von Norwegen, bei ihm heranreifte. Auf einem Fischerboot ging er im März 1941 mit acht Freunden ins Vereinigte Königreich.
In London befand sich der Sitz der norwegischen Exilregierung unter Haakon VII. Auch der mittlere seiner Brüder schloss sich dem Widerstand an. Zunächst hatte Joachim Rønneberg die Absicht gehabt, in die britischen Armee einzutreten, doch dann begegnete er Martin Linge, der ihn in London und dann in Schottland militärisch ausbilden ließ. Er erhielt eine Schulung im Umgang mit Sprengstoff und der Durchführung von Sabotage und wurde Instruktor.
Als Mitglied der Kompanie Linge, einer Einheit des britischen Geheimdienstes Special Operations Executive wurde er eingesetzt, um die norwegische Schwerwassererzeugung zu verhindern. Nachdem bei der vorherigen Operation Freshman alle 34 Saboteure und eine der beiden Flugzeugbesatzungen mit 41 Briten ums Leben gekommen waren, war die Schwerwasser-Fabrik in Vemork stärker bewacht. Leutnant Joachim Rønneberg übernahm den Auftrag und wählte als Begleiter die Leutnante Knut Haukelid und Kasper Idland sowie die Feldwebel Fredrik Kayser, Hans Storhaug und Birger Stromsheim. Sie sprangen mit Fallschirmen über Norwegen ab. Es gelang im zweiten Anlauf am 28. Februar 1943 alle 18 Elektrolyse-Zellen durch eine Sprengung zu zerstören. Die Mitglieder des Sabotagetrupps gingen danach teils in den Untergrund, teils setzen sie sich in das benachbarte neutrale Schweden ab.
1945 sprengte er noch mit drei anderen in der Operation Fieldfare in Sunnmøre die Stuguflåt-Eisenbahnbrücke.
Seine erfolgreiche Aktion hatte einen großen Einfluss auf die Kampfmoral der Widerstandsbewegungen in Europa. Rønneberg heiratete am 19. September 1949 die 24-jährige Liv Foldal. Er hielt lange sein Stillschweigen über seine Aktionen im Krieg und begann eine Karriere als Journalist beim staatlichen Sender Norsk rikskringkasting (NRK). Ab den 1970er Jahren ging er jedoch an die Öffentlichkeit und sprach vor Schulklassen in ganz Norwegen. Er setzte sich dafür ein, dass die jungen Menschen aus der Vergangenheit lernen konnten und engagierte sich für die Einrichtung eines Museums in der Fabrik von Vemork.

## Auszeichnungen
- 1943 Kriegskreuz mit Schwert